# Меморандум Козака

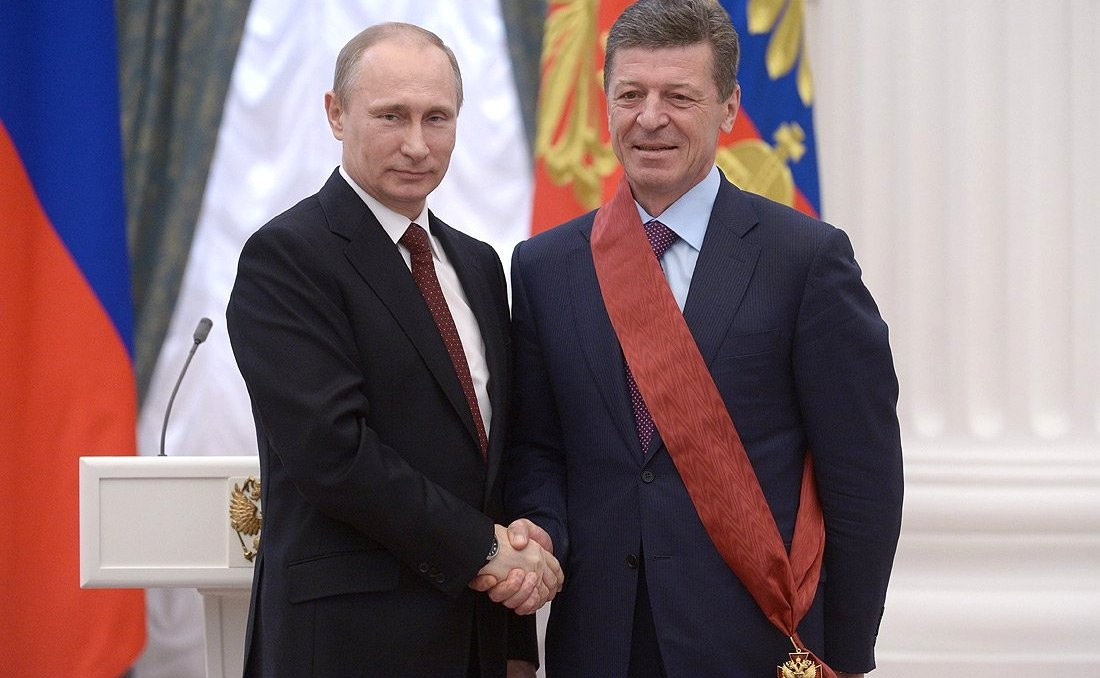
Козак (справа) з Путіним

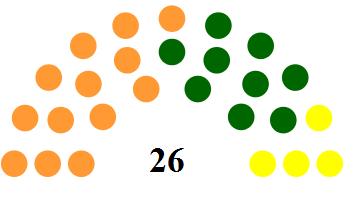
Розподіл місць у «Сенаті», запропонований Козаком, передбачає 13 місць для Республіки Молдова, 9 для Придністров'я, але також 4 для Гагаузії, що зрештою створює симетрію 50 % на 50 %

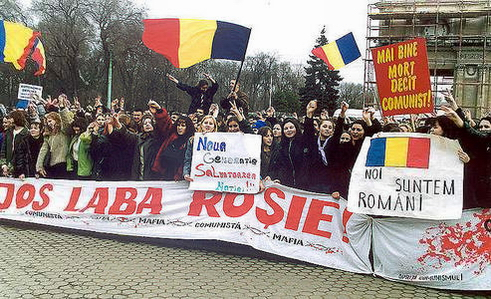
Протести після публікації плану

«Меморандум Козака» або «План Козака», названий на честь його ініціатора Дмитра Козака, був пропозицією 2003 року, спрямованою на остаточне вирішення конфлікту між Республікою Молдови та сепаратистського режиму з Придністров'я, створивши асиметричну федеративну молдавську державу. Він також передбачав розміщення російських військ на території Молдови ще на 20 років (до 2023 року).
Серед іншого в меморандумі пропонувалося створити двопалатний парламент, що складається з нижньої палати, яка обирається за пропорційною системою. Проте всі закони мав затверджувати сенат, розподіл якого був непропорційним розподілу населення за територією: 13 сенаторів обирала федеральна нижня палата, 9 — Трансністрія і 4 — Гагаузія. За даними перепису 2004 року, в Придністров'ї проживає 14 % населення республіки, в Гагаузії — менше 4 %.
Спочатку опублікований російською мовою на веб-сайті МЗС Придністров'я, текст активно просувався Дмитром Козаком, відомою фігурою в команді президента Росії Володимира Путіна. Меморандум Козака передбачав, що Придністровський регіон матиме рівний статус у федерації з рештою країни.
Масові демонстрації проти меморандуму Козака відбулися в Кишиневі в кілька днів після публікації російської пропозиції. Керівництво Республіки Молдова відмовилося підписати меморандум без узгодження з європейськими організаціями. Візит президента Путіна до Молдови скасовано. Пізніше, у 2005 році, президент Володимир Воронін зробив заяву про відмову від «Меморандуму 2003 року» як такого, що суперечить Конституції Республіки Молдова, яка визначає Республіку Молдова як нейтральну державу, яка не може дозволити доступ до іноземних військ на її територію, а також країна не може приєднатися до військових союзів. Молдова та Меморандум Козака були ключовими питаннями на Маастрихтській зустрічі міністрів Організації з безпеки та співробітництва в Європі в грудні 2003 року, що породило розбіжності між Росією, з одного боку, та ЄС і США, з іншого, щодо Республіки Молдова, що є однією з основних причин неприйняття спільної декларації сторін.